# ENFORCER
Az ENFORCER egy könnyű, a gyalogság számára kifejlesztett általános célú irányított rakéta, amelyet az MBDA vállalatcsoport németországi részlege (MBDA Deutschland) fejleszt és gyárt. 

## Jellemzői
A mintegy 2000 méteres hatótávolságú fegyver kombinált páncéltörő-repeszromboló harci résszel van ellátva, amely jelentős repeszhatás kifejtése mellett csak könnyebben páncélozott célok ellen hatásos. A mindössze 7 kilogrammos, vállról indítható rakéta infravörös képalkotó (IIR), illetve nappali kamerás (TV) rávezetést alkalmaz. Az ENFORCER a kilövés után önmagát vezeti célra vagyis ún. fire-and-forget rendszerű fegyverről van szó.
Egyelőre a német haderő: a Bundeswehr a fegyver egyetlen megrendelője.

## Változatok

#### Enforcer (alapváltozat)
A bevezetőben ismertetett általános célú változat, amelyet a Bundeswehr igényei szerint fejlesztettek ki.

#### Enforcer-X
Az MBDA könnyűsúlyú dedikáltan páncéltörő változata valósággá válhat, amint az a cég megtalálja az első vásárlóját ennek verziónak. Maximális hasonlóságot mutat majd az eredeti rakétával, a fő kivétel a robbanófej: a TDW vállalat egy tandem kialakítású robbanófeje áthatol az ERA mögötti tankpáncélon is. A robbanófej típusából adódóan az ún. "airburst" mód nem lesz elérhető, a másik fő jellemzője pedig a két támadási mód elérhetősége: közvetlen röppályával vagy felülről támadó móddal, amely utóbbi lehetővé teszi a célpont leggyengébben védett részének támadását. A rendszer hatótávolsága továbbra is mintegy 2 km marad.

#### Levegő-föld változat
Az MBDA szerint a könnyű, mindössze 7 kilogrammos vállról indítható rakéta ideális lehet drónok felfegyverzésére is. Egyelőre ez a változat nem több koncepciónál.

#### SADM – drón-elhárító változat
Az Enforcer harmadik továbbfejlesztése a Small Anti-Drone Missile, röviden a SADM. Ennek a verziónak az első változatát az ILA 2022 kiállításon mutatták be, egy kilenc rakétakilövős konténerben egy Skyranger 30-as toronnyal felszerelt Boxer tetejére építve. A rendszer az ún. 1. osztályú UAS, azaz a 150 kg-nál kisebb tömegű pilóta nélküli repülőgép (drónok) leküzdését célozza. Ez az a kategória, amelyet jelenleg nem tudnak hatékonyan kezelni a német fegyvereserők szolgálatban lévő rendszerek. Ez a megoldás lehetővé teszi az effektor kiválasztását a fenyegetésnek megfelelően: az SADM 2 km-nél nagyobb távolságban és 5-6 km alatti célpontokkal is megbirkózik, míg rövidebb hatótávolságra a 30 mm-es ágyú az ideális effektor.
A jelenlegi Enforcerhez képest az SADM jóval hosszabb lesz, hiszen hátulra egy gyorsítórakéta kerül, más rávezetőfeje lesz, és a robbanófej is az új szerephez igazodik, valószínűleg feladva a páncéltörő képességet, miközben növelik a repeszhatást. Mivel egy meglévő rendszerből indulnak ki, ez idő- és költségcsökkentést tesz lehetővé. 

## Alkalmazók
Németország – az ENFORCER rendszert elsősorban a Bundeswehr igényei szerint fejlesztettek ki. 2023-ban 3087 rakétára született egy keret megállapodás a német védelmi minisztérium és az MBDA Deutschland között. Első körben 850 rakétára adtak le megrendelést 76 millió euró értékben.